# Udo di Nellenburg
Udo di Nellenburg (1030/35 – Tubinga, 11 novembre 1078) fu arcivescovo di Treviri dal 1066 fino alla sua morte.

## Biografia
Dopo l'assassinio dell'arcivescovo straniero di Treviri Cuno I di Pfullingen nel 1066, il capitolo della cattedrale di Treviri elesse Udo di Nellenburg, uno dei suoi membri, come nuovo arcivescovo di Treviri.
Udo di Nellenburg proveniva da una dinastia dei conti di Nellenburg (Eberardingi), nell'Alta Svevia, ed è il figlio maggiore del conte Eberardo VI di Nellenburg. Fu ordinato vescovo intorno al 1067. Egli riuscì a confutare con successo l'accusa di macchinazioni simoniache in occasione della sua elezione con Alessandro II durante una visita a Roma l'anno successivo.
Dal 1075 ha vissuto da vicino la lotta per le investiture tra il papa Gregorio VII ed il re Enrico IV e fu sempre un ricercato mediatore tra i due i fronti. Tuttavia, Udo non visse abbastanza per vedere la pace tra il papato e l'impero. Nell'agosto 1077 stava ancora negoziando con i sostenitori dell'avversario dell'anti-re Rodolfo per un accordo equo, rimase anche in contatto con il papa romano e i suoi legati e ricevette una lettera del papa nel marzo 1078 con la richiesta di continuare a lavorare per il ripristino della pace. L'arcivescovo Udo morì nell'esercito del re Enrico IV durante l'assedio di Tubinga. Trovò il suo ultimo luogo di riposo nella cattedrale di Treviri.